# Віцепрезидент СРСР

Геннадій Янаєв 27 грудня 1990— 4 вересня 1991

Віцепрезидент СРСР (рос. Вице-президент СССР) — одна з найвищих посадових осіб у СРСР, з 27 грудня 1990 по 26 грудня 1991, виборна посада.

## Історія
Віцепрезидент обирався як єдина складова із президентом на 5-річний термін. Віцепрезидент СРСР здійснював за дорученням Президента окремі його повноваження та заміщав Президента в разі його відсутності чи неможливості здійснення ним своїх обов'язків. У разі неможливості виконання повноважень Президента Віцепрезидентом вони переходили до Голови Верховної Ради СРСР.
Посада була фактично скасована Законом СРСР від 5 вересня 1991 року «Про органи державної влади та управління СРСР у перехідний період». Проте відповідні поправки до Конституції СРСР не вносилися і ця посада продовжувала офіційно існувати до припинення існування СРСР 26 грудня 1991 року.

## Віцепрезидент СРСР
- Геннадій Янаєв
27 грудня 1990—
4 вересня 1991